# 高田郡兵衛
高田 郡兵衛（たかた ぐんべえ、生没年不詳）は、江戸時代前期の武士。赤穂藩浅野氏の家臣。宝蔵院流高田派槍術開祖の高田吉次の孫と見られ、槍の達人と伝わる。名は『赤穂記』によれば資政（すけまさ）とあるが、他の書に記述は無く、事実かどうかは不明。

## 生涯
『赤城士話』によれば、郡兵衛は高田吉次の嫡流家当主の従弟にあたり、三河吉田藩主・小笠原長重に五人扶持で召し出されて仕えていたという。その後、戸田忠昌の推挙で浅野長矩に200石15人扶持で仕えた。
元禄14年（1701年）3月14日、主君・浅野長矩が江戸城本丸御殿松之大廊下で吉良義央に刃傷におよび、長矩は即日切腹。赤穂浅野家は断絶となった。同年4月、郡兵衛は堀部武庸、奥田重盛とともに江戸から赤穂へ赴き、大石良雄に篭城を主張。赤穂城明け渡し後は、郡兵衛は江戸に戻り、堀部らとともに江戸急進派を浅野家中に作って仇討ちを強硬に主張し、大石に軽挙暴発を抑えられている。
しかし、同年12月頃に突然脱盟。これについて堀部武庸の日記はじめ諸書は、郡兵衛の伯父にあたる旗本内田元知から橋爪新八という者を通じて養子になるようとの申し出を受けたが、郡兵衛は「存じ寄りある」といって断っていた。しかしこれを聞いた内田は郡兵衛の兄・高田弥五兵衛の宅に行き、「存じ寄りのこととは敵討のことではないか。養子に来れば口を閉ざすが、来なければ村越伊代守（内田の上司の旗本）に訴え出る」と言い出し、ついに郡兵衛は討ち入り計画を口外しない条件でそれを受け入れたとされる。
なお、『寛政重修諸家譜』によると、内田元知の家督を継いだのは内田正備（武沢氏からの養子）となっており、郡兵衛ではない。その理由につき内田元知が郡兵衛を追放した、もしくは高田が自主的に退去したという両説がある。郡兵衛のその後の消息は不明である。

## 創作
忠臣蔵などの芝居では、赤穂義士たちが軍兵衛の離脱に大変に怒ったとされる。討ち入り後の元禄15年（1703年）12月15日、郡兵衛は泉岳寺に祝い酒を持参して現れたが、浪士たちから罵声を受けて追い返されたという話が多い。妻とともに自害したとなっている創作もある。
講談では平岡三十郞の娘・おさとを娶ったが、義士たちに無視された事に絶望して自害する。
落語では郡兵衛が新妻の首を斬り、自身も自害。元知がその二人の首を風呂敷に包んで長徳寺へ参ると（泉岳寺とする話者もあり）、何も知らない江戸の町人から売り物の かぼちゃと間違えられる話になっている。歌舞伎の演目「矢作の鎌腹」の転用。